# Municipio de Spring Creek (condado de Shannon)
El municipio de Spring Creek (en inglés: Spring Creek Township) es un municipio ubicado en el condado de Shannon en el estado estadounidense de Misuri. En el año 2010 tenía una población de 363 habitantes y una densidad poblacional de 3,25 personas por km².

## Geografía
El municipio de Spring Creek se encuentra ubicado en las coordenadas 36°55′37″N 91°35′15″O / 36.92694, -91.58750. Según la Oficina del Censo de los Estados Unidos, el municipio tiene una superficie total de 111.85 km², de la cual 111,85 km² corresponden a tierra firme y (0 %) 0 km² es agua.

## Demografía
Según el censo de 2010, había 363 personas residiendo en el municipio de Spring Creek. La densidad de población era de 3,25 hab./km². De los 363 habitantes, el municipio de Spring Creek estaba compuesto por el 97,52 % blancos, el 0,55 % eran amerindios, el 0,28 % eran asiáticos y el 1,65 % eran de una mezcla de razas. Del total de la población el 1,93 % eran hispanos o latinos de cualquier raza.